# Afrocyclops pauliani
Afrocyclops pauliani – gatunek widłonoga z rodziny Cyclopidae. Nazwa naukowa gatunku została po raz pierwszy opublikowana w 1951 roku przez szwedzkiego zoologa Knuta Lindberga. 
Gatunek został odkryty w jednej próbce pobranej z niewielkiego zbiornika wodnego w pobliżu stolicy Madagaskaru Antananarywy, w kolejnych próbkach z tej samej serii jego występowania nie stwierdzono. W związku z tym został uznany za gatunek wymarły.